# Ботанічний сад Тирани
Ботанічний сад Тирани  — ботанічний сад у м. Тирана, столиці Албанії. Сад перебуває в державній власності й управляється Тиранським ніверситетом. Ботанічний сад має міжнародний код TIRA.

## Історія
Закладка ботанічного саду почалася в 1964 році і була завершена в 1971 році ботаніком Мустафою Демірі.
У 1995 році в колекціях знаходилося 2000 видів рослин з 3250 видів, які ростуть в Албанії.
У 1999 році співробітники ботанічного саду підготували і розповсюдили інформацію про 825 таксонів рослин, доступних для обміну з іншими ботанічними установами.
У перші роки 21-го століття ботанічний сад переживає важкі часи, так як і його торкнулися економічні проблеми Албанії. Під сумнів ставиться навіть фізична цілісність ботанічного саду, тому що на його землі претендують приватні особи.

## Колекції
У колекціях ботанічного саду представлено близько 2000 таксонів рослин, які можна знайти на території Албанії, у тому числі деякі ендемічні, рідкісні рослини, а також рослини, що знаходяться під загрозою зникнення.
Деякі роди рослин, які представлені в ботанічному саду:
- деревій
- цибуля
- щириця
- хвилівник
- стоколос
- осока
- миколайчики
- костриця
- підмаренник
- гравілат
- оман
- м'ята
- очеретянка
- тимофіївка
- фісташка
- подорожник
- тонконіг
- гірчак
- перстач
- дуб
- щавель
- ломикамінь
- конюшина